# Pottiales
Die Pottiales sind eine Ordnung der Laubmoose. Die weltweit verbreitete Ordnung umfasst rund 1500 Arten in 5 Familien. Viele der Vertreter leben in trockenen Bedingungen.

## Merkmale
Bei den Moosen dieser Ordnung handelt es sich fast ausschließlich um akrokarpe Moose. Die Stämmchen sind meist aufrecht und wenig verzweigt. Die Blätter sind meistens eiförmig oder spatelförmig. Die Zellen der Blattspreite sind meistens rundlich und oft stark papillös. Die unteren Zellen sind von den oberen abgesetzt und hyalin (=wasserhell, durchsichtig). Eine Blattrippe ist meistens vorhanden und kräftig ausgebildet.
Die Kapsel ist aufrecht und rundlich bis zylindrisch. Das Peristom besteht aus 16 Zähnen, kann aber auch fehlen.

## Verbreitung und Vorkommen
Die Vertreter der Pottiales zeichnen sich eher durch ihre Bevorzugung von lichtreichen und oft auch trockenen Standorten aus. Sie sind weltweit verbreitet und leben meist terrestrisch.

## Systematik
Die Pottiales werden in fünf Familien unterteilt, die bei weitem größte ist die Familie Pottiaceae:
- Ordnung Pottiales
  - Familie Pottiaceae, 1425 Arten, weltweit
  - Familie Ephemeraceae, 38 Arten, annähernd weltweit
  - Familie Hypodontiaceae, 2 Arten, südliches Afrika
  - Familie Pleurophascaceae, 3 Arten, Australasien
  - Familie Serpotortellaceae, 2 Arten, epiphytisch, Madagaskar und Réunion